# آلاینده‌های مواد غذایی

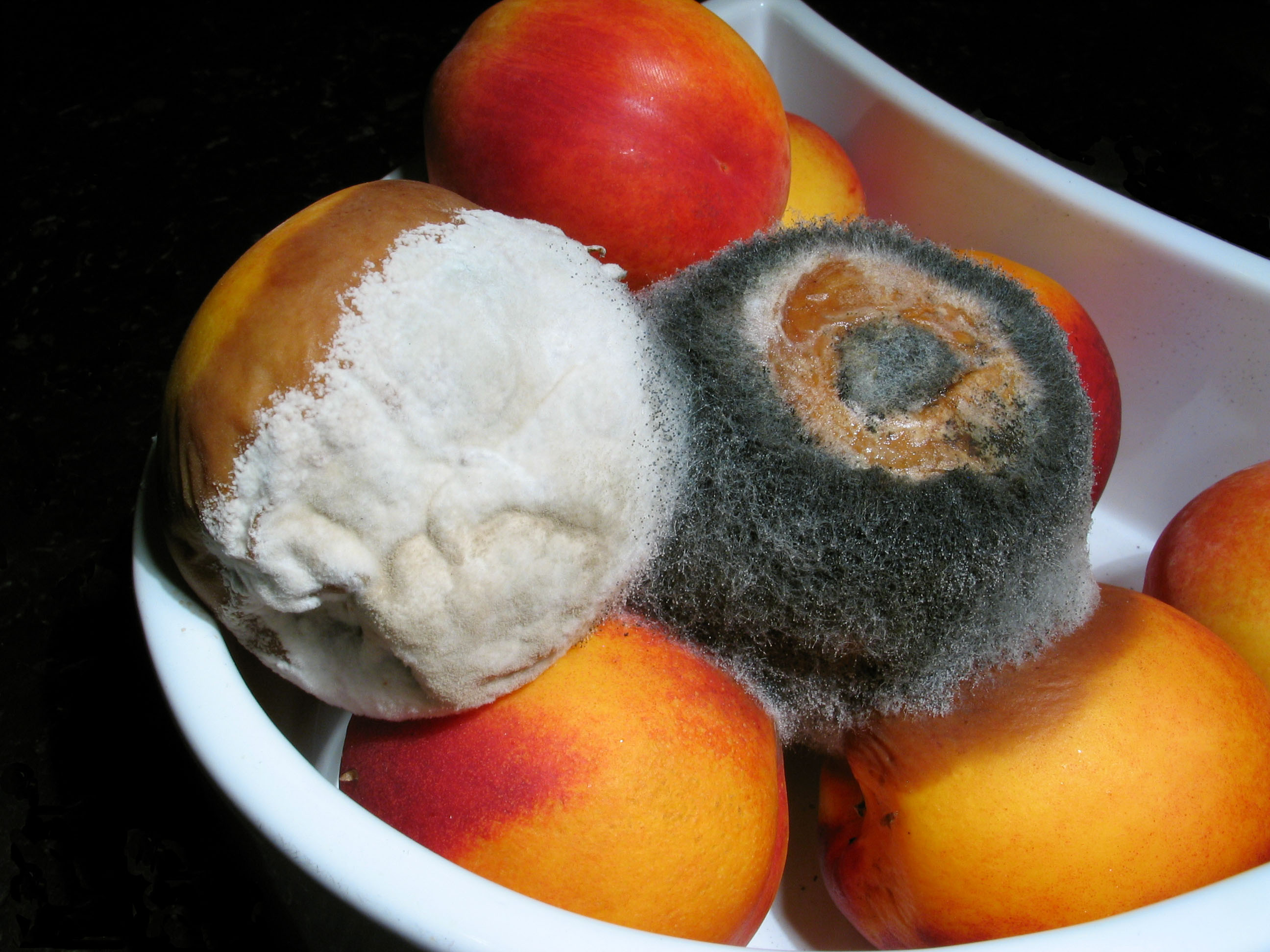
خطرات شیمیایی در مواد غذایی، ترکیبات مضر برای سلامت انسان هستند که ممکن است از منابع مختلفی وارد غذا شوند. این منابع عبارتند از:
آفت‌کش‌ها: آفت‌کش‌ها ترکیباتی هستند که برای کنترل آفات کشاورزی، مانند حشرات، علف‌های هرز و بیماری‌ها استفاده می‌شوند. اگرچه آفت‌کش‌ها می‌توانند به افزایش تولید محصولات کشاورزی کمک کنند، اما می‌توانند برای سلامت انسان نیز مضر باشند.
باقیمانده‌های دارویی: باقیمانده‌های دارویی ترکیباتی هستند که از طریق مصرف خوراکی، تزریقی یا موضعی در حیوانات یا انسان‌ها وارد بدن می‌شوند. این ترکیبات می‌توانند از طریق ادرار یا مدفوع به محیط دفع شوند و سپس وارد زنجیره غذایی شوند.
فلزات سنگین: فلزات سنگین ترکیباتی هستند که در طبیعت به صورت عنصری یا ترکیبی وجود دارند. برخی از فلزات سنگین، مانند کادمیوم، سرب و جیوه، می‌توانند برای سلامت انسان مضر باشند.
سموم قارچی: سموم قارچی ترکیباتی هستند که توسط قارچ‌ها تولید می‌شوند. برخی از سموم قارچی، مانند آفلاتوکسین، می‌توانند برای سلامت انسان بسیار مضر باشند.

بر اساس اصول حاکم بر سیستم های ایمنی مواد غذایی، خطرات در مواد غذایی به سه دسته خطرات فیزیکی، میکروبی و شیمیایی گروه‌بندی می شوند. در ارزیابی خطرات دو پارامتر شدت خطر و احتمال وقوع خطر بررسی می گردند.
آلاینده‌ها در فراورده‌های غذایی ترکیبات مضر برای سلامت انسان هستند که ممکن است از وسیله یا ماده بسته‌بندی، خط تولید، آب‌های آلوده، سوخت‌های فسیلی، اجزاء رادیواکتیو، متابولیت‌های سمی میکروارگانیسم‌ها، بقایای مواد شیمیایی به کار رفته در کشاورزی و ترکیبات دارویی اضافه شده به خوراک دام‌ها و طیور به ماده غذایی رخنه کنند.

## فلزات سنگین
با رشد روز افزون شهرنشینی و فعالیت‌های کشاورزی و صنعتی غلظت بعضی از آلاینده‌ها مثل فلزات سنگین در محیط افزایش پیدا کرده که این امر موجب وارد شدن این ترکیبات خطرناک به زنجیره غذایی می‌گردند. نکته مهم درباره فلزات سنگین این است که گرچه در طی گذر از دستگاه گوارشی یا ذخیره در بافت‌های حیوانی دچار تغییر می‌شوند اما با این حال متابولیزه نمی‌شوند. نتایج تحقیقات نشان می‌دهد که مقادیر اضافی از فلزات سنگین در غذای حیوانات در اثر فعالیت‌های صنعتی یا کشاورزی انجام شده توسط انسان به صورت عمدی یا تصادفی انجام می‌گیرد. مهمترین فلزات سنگین آلوده‌کننده مواد غذایی عبارتند از کادمیوم، سرب و جیوه. گزارش‌های زیادی در مورد بالا بودن سرب و جیوه در شیر و فراورده‌های آن وجود دارد. از آنجا که این محصول توسط طیف وسیعی از جامعه خصوصاً کودکان استفاده می‌شود، نگرانی‌های زیادی را به‌وجود آورده‌است. سمیت جیوه به شکل شیمیایی آن بستگی دارد، به‌طوریکه فرم آلی آن، خصوصاً متیله شده آن بسیار خطرناکتر از شکل عنصری آن است. جیوه آلی به دلیل حالت چربی‌دوست آن به‌راحتی از غشاهای زیستی عبور میکند. وارد شدن این نوع جیوه به بدن باعث صدمه دیدن سیستم عصبی مرکزی می‌شود. سرب نیز به دلیل تاثیراتی که بر روی سیستم عصبی مرکزی و پیرامونی از خود برجای می‌گذارد باعث ایجاد مسمومیت مزمن می‌شود که علایم آن شامل کم‌خونی، اختلال در کار کلیه‌ها و کاهش وزن است. کادمیوم نیز به راحتی در بافت‌های گیاهی و حیوانی پخش می‌شود و با وارد شدن به بدن انسان در کبد و کلیه انباشته شده و باعث کم‌خونی، افزایش فشار خون و اختلالات جنسی می‌شود. مصرف بلند مدت کادمیوم باعث ایجاد مسمویت مزمن می‌شود که با عوارضی چون تغییر شکل استخوان، کاهش قد و شکستگی‌های چندگانه در اثر کمبود ویتامین D همراه است.

## سموم قارچی
متداول‌ترین سم قارچی، آفلاتوکسین است که توسط آسپرژیلوس فلاووس تولید می‌گردد. کشف آن در در اوایل دهه 1960 در انگلستان صورت گرفت که همراه با مسمویت گسترده بوقلمون‌ها به دلیل مصرف آرد بادام‌زمینی آلوده به این سم بود. این ماده، سمی قوی و بسیار سرطان‌زاست. حداقل هشت نوع آفلاتوکسین وجود دارد که مهمترین آنها به صورت B1 ، B2 ، G1 و G2 مشخص می‌شوند. B1 ایجاد کننده سرطان شدید کبد می‌باشد. یک رژیم غذایی حاوی ppb 15 از این سم چنانچه برای چند هفته مورد تغذیه قرار گیرد می‌تواند در اکثر حیوانات آزمایشگاهی تومورهای سرطانی ایجاد کند. این سموم ممکن است در شیر و گوشت حیوان ظاهر گردند. آفلاتوکسین M1 یک متابولیت مشتق شده از نوع B1 است که وقتی حیوان تولید کننده شیر با خوراک آلوده به آفلاتوکسین B1 تغذیه شود وارد شیر می‌شود. گزارش‌های بسیاری وجود دارند که نشان می‌دهند یک رابطه خطی بین میزان آفلاتوکسین M1 در شیر و میزان آفلاتوکسین B1 موجود در خوراک مصرف شده توسط دام تولیدکننده شیر وجود دارد. آفلاتوکسین M1 در شیر خام و فرایند شده نسبتاً پایدار است و طی فرایند پاستوریزاسیون و ساخت پنیر تحت تاثیر قرار نمی‌گیرد. وجود آفلاتوکسین M1 در شیر و محصولات لبنی یک خطر برای سلامت عمومی جامعه محسوب می‌شود چرا که آژانس بین‌المللی تحقیقات سرطان وابسته به سازمان بهداشت جهانی این سم را در گروه دو یعنی ترکیباتی که احتمال سرطان‌زایی برای انسان دارند، طبقه‌بندی کرده‌اند. از این‌رو امروزه در سطح جهانی ردیابی و تعیین آفلاتوکسین M1 در محصولات غذایی و به‌خصوص محصولات لبنی از اهمیت ویژه‌ای برخوردار شده است.